# Молотковицька сільська рада
Молотковицька сільська́ ра́да (біл. Малоткавіцкі сельсавет) — адміністративно-територіальна одиниця у складі Пінського району Берестейської області Білорусі. Адміністративний центр — село Молотковичі.

## Склад
Населені пункти, що підпорядковувалися сільській раді станом на 2009 рік:
| Населений пункт | Тип    | Населення, осіб (2009) |
| --------------- | ------ | ---------------------- |
| Велика Вулька   | село   | 44                     |
| Домашиці        | село   | 753                    |
| Жабчиці         | село   | 646                    |
| Житновичі       | село   | 136                    |
| Залісся         | село   | 65                     |
| Ізин            | село   | 59                     |
| Молотковичі     | село   | 1882                   |
| Садовий         | селище | 974                    |
| Чернієвичі      | село   | 256                    |

## Населення
За переписом населення Білорусі 2009 року чисельність населення сільської ради становила 4815 осіб.

### Національність
Розподіл населення за рідною національністю за даними перепису 2009 року:
| Національність                | Осіб | Відсоток |
| ----------------------------- | ---- | -------- |
| білоруси                      | 4567 | 94,85 %  |
| росіяни                       | 131  | 2,72 %   |
| українці                      | 78   | 1,62 %   |
| поляки                        | 13   | 0,27 %   |
| національність не вказана     | 12   | 0,25 %   |
| азербайджанці                 | 5    | 0,10 %   |
| вірмени                       | 2    | 0,04 %   |
| татари                        | 1    | 0,02 %   |
| молдовани                     | 1    | 0,02 %   |
| німці                         | 1    | 0,02 %   |
| чуваші                        | 1    | 0,02 %   |
| корейці                       | 1    | 0,02 %   |
| національність не повідомлена | 1    | 0,02 %   |
| дві та більше національності  | 1    | 0,02 %   |
| Разом                         | 4815 | 100 %    |